# Johann von Malentein

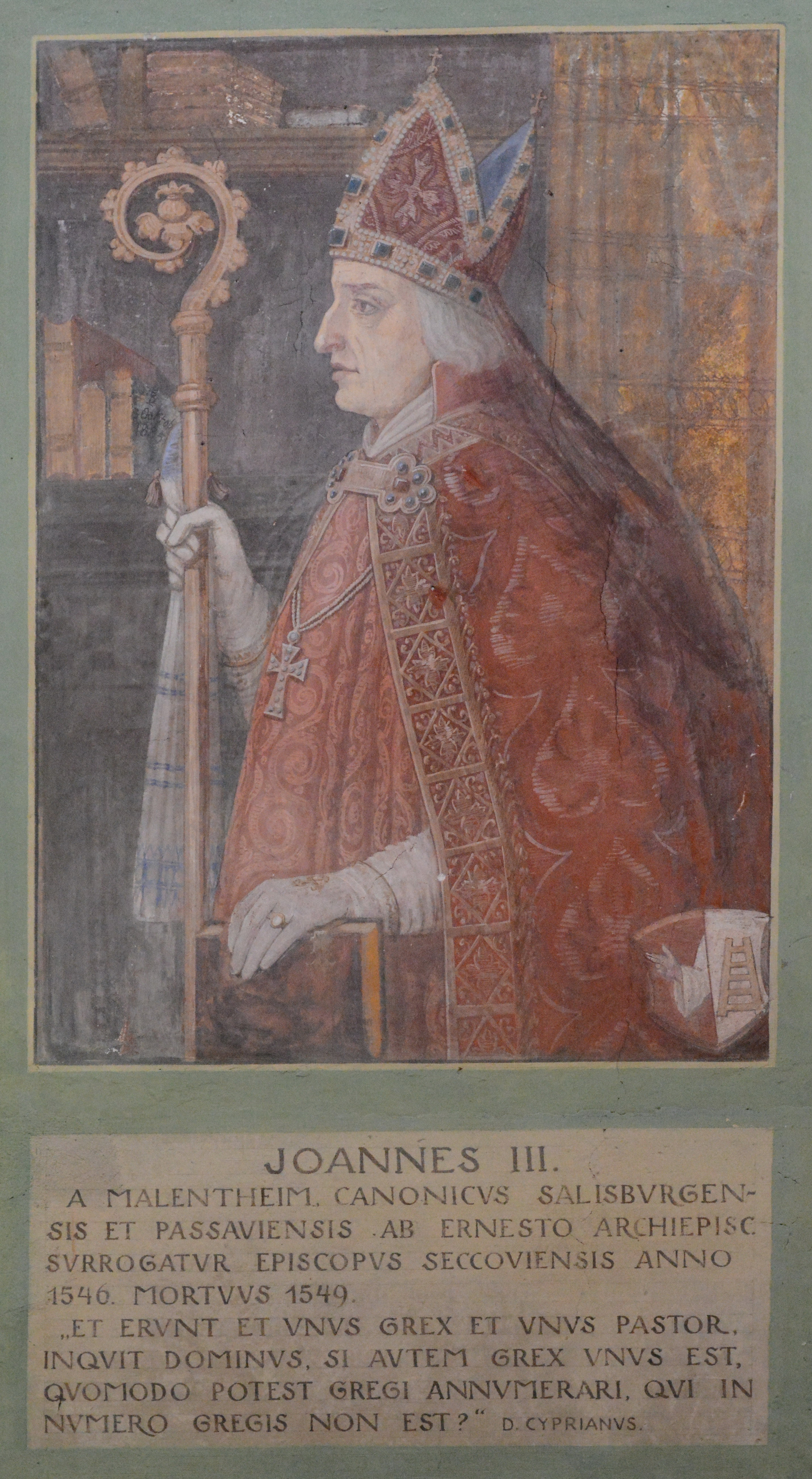
Halbfigurenportrait Bischof Johann III. von Malentein, Basilika Seckau, Bischofskapelle (Darstellung um 1595)

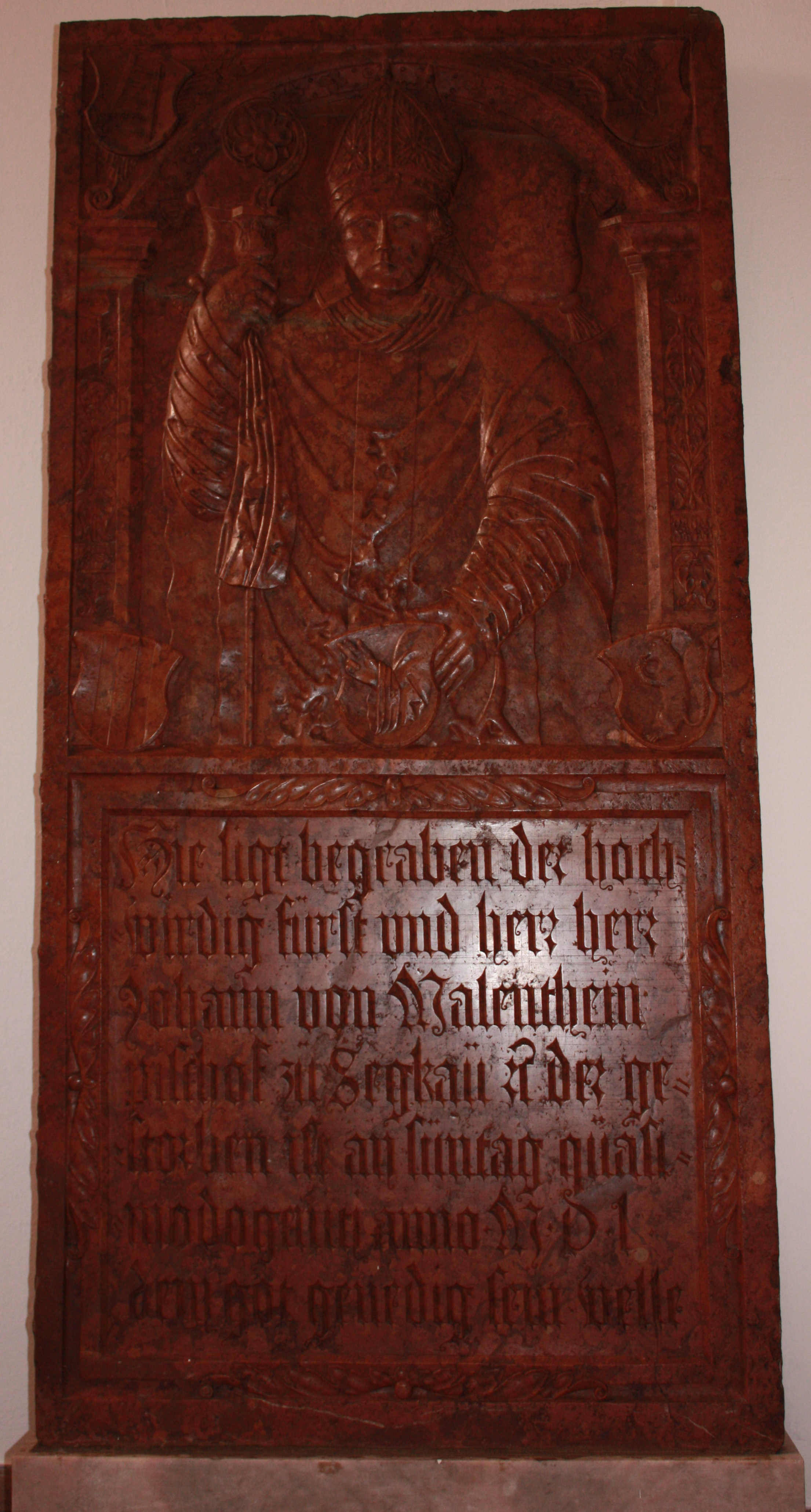
Grabstein in der Pfarrkirche Spittal an der Drau

Johann von Malentein zu Prießenegg († 13. April 1550) war als Johann III. Bischof von Seckau.
Johann von Malentein entstammte einem Kärntner Adelsgeschlecht, dessen Stammsitz die Burg Malentein im Kärntner Tal der Malta war. Seit 1500 war auch die Burg Prießenegg bei Hermagor in Familienbesitz. Johann studierte ab 1513 in Wien und reiste im Jahr darauf zu Studienzwecken nach Paris. 1527 wurde er Rat des Herzogs Ernst von Bayern und bald darauf Domherr in Salzburg, wo er 1528 durch kaiserliche Förderung auch ein Kanonikat erhielt. 1538 wurde ihm ein Konkubinat nachgesagt.
Am 19. Juni 1546 wurde er durch Herzog Ernst, der zugleich Administrator von Salzburg war, zum Bischof von Seckau ernannt. Es gelang ihm während seiner Amtszeit nicht, die hohe Schuldenlast, die durch die Türkenabwehr verursacht worden war, zu vermindern.
1544 erhielt der Bischof einen scharfen Verweis wegen mangelnder Amtsführung. Er starb am 13. April 1550 und wurde in Spittal an der Drau beigesetzt.